# 清浄光寺
清浄光寺（しょうじょうこうじ）は、神奈川県藤沢市にある時宗総本山の寺院。藤沢山無量光院清浄光寺と号す。近世になって遊行寺（ゆぎょうじ）と通称され、明治時代より法主（ほっす）・藤沢上人と遊行上人が同一上人であるために通称の遊行寺の方が知られている。藤沢道場ともいう。

## 歴史

### 開山・中近世
俣野（現在の藤沢市西俣野、横浜市戸塚区俣野町、東俣野町）の領主だった俣野氏の一族である俣野五郎景平が開基。景平の弟である遊行上人第四代呑海は、三代智得の死後にその跡を継いで時宗総本山であった当麻道場（無量光寺）に入山しようとするが、呑海が遊行を続けている間に北条高時の命令により当麻にいた真光が止住するようになっていたため、正中2年（1325年）に俣野領内の藤沢にあったという廃寺極楽寺を清浄光院として再興したのが開山と言われる。当時は現在より400m（メートル）ほど北の、光徳と呼ばれる場所にあった。以後、この寺を藤沢道場と呼びここに独住するようになった遊行上人を藤沢上人と称するようになる。伝承では、現在の西俣野の北部の道場ヶ原にも呑海上人の関係する寺があったと言伝えられている（古遊行寺）。その後、伝承によると領地六万貫を足利尊氏より寄進されたとされている。藤沢四郎太郎によるという説もある。次第に当麻道場をしのぐ影響力を持つようになり、藤沢は門前町として発展するようになった。
延文元年（1356年）八代渡船が梵鐘を鋳造した。梵鐘には「清浄光院」と陽刻がされていてこの時までは清浄光院と名乗っていたことが分かる。その後に清浄光寺と改称。応永年間に2度焼失し、より広い堂宇が再興された。
永享7年（1435年）足利持氏、仏殿120坪を寄進。

#### 焼失による休止期
永正10年（1513年）伊勢宗瑞（北条早雲）と三浦道寸、太田資康との戦いにより全山焼失。清浄光寺は三浦道寸と通じていたために、後北条氏と敵対関係に陥った。そのため後北条氏の玉縄城主に旧領の返還を求めたが、復興が許されなかった。
永正10年（1513年）1月29日本尊の阿弥陀仏は駿河国府中の長善寺に移されたが、永正17年（1520年）に二十四代遊行上人他阿不外によって甲斐国の一蓮寺（現在は甲府市太田町に所在するが、旧地は甲府市丸の内の一条小山に所在）に置かれた。
その後、二十五代遊行上人他阿仏天が一連寺から敦賀井川の新善光寺に本尊を移す。
元亀2年（1571年）には甲斐国の武田信玄から藤沢200貫、俣野の内100貫の土地が寄進されたが、後北条氏攻略が失敗したため実現しなかった。

#### 再興
三十二世遊行上人他阿普光は、天正19年（1591年）に常陸国の佐竹義宣に招かれ、水戸に水戸藤沢道場（後の神応寺）を建立し、時宗の本拠とする。
普光は甲府一蓮寺の天順を清浄光寺貫首とし、天順は慶長12年（1607年）に清浄光寺を再興させた。これは後北条氏時代の焼失から、94年後のことであった。
寛永8年（1631年）に江戸幕府寺社奉行から諸宗本山へ出された命により、清浄光寺から「時宗藤沢遊行寺末寺帳」を提出、幕府から時宗274寺の総本山と認められる。
寛文5年（1665年）敦賀井川の新善光寺から清浄光寺へ本尊が戻る。
清浄光寺は、浅草日輪寺、甲府一蓮寺、山形光明寺、京都法国寺、大浜称名寺の5寺の住職任命権を持ったが、貞享4年（1687年）頃から各諸派の独立を求める動きに、それらが本山と名乗ることを許し、上位の総本山という位置づけとなった。
徳川綱吉の生類憐れみの令では、江戸市中の金魚の保護所となった。
元文2年（1737年）10月15日浅草の日輪寺塔頭宝珠院より現在の本尊:阿弥陀如来坐像を移す。

### 近代以降
明治元年10月10日（1868年11月23日）には、東京行幸の際に明治天皇が宿泊した。明治維新後には、それまで幕府より与えられていた回国の御朱印を失い、遊行上人は随時御信教として地方に出向くことになり、これにより遊行上人と藤沢上人は同一人となる。
1880年（明治13年）の藤沢の大川火事で中雀門を残して焼失。1911年（明治44年）7月6日の火災では、書院、居間、番方庫裡および国宝（旧国宝）『一遍上人絵詞伝』（遊行上人縁起絵）を焼失した。
1923年（大正12年）の関東大震災では全壊した本堂を筆頭に多くの被害が発生した。本堂は1937年（昭和12年）再興に至る。
この時代には東海道を通る失業者などが身を寄せる場所になっており、1929年（昭和4年）の恐慌の際には、設けられた無料接待所を訪れた者は1年で11,000人を数えた。
1969年（昭和44年）には真教の650年遠忌が行われ、河野静雲の句碑が建てられる。翌1970年（昭和45年）には一遍像造立、万葉植物園造成。1977年（昭和52年）に遊行寺宝物館を設置、全国に散在していた一遍関係の絵巻物を展示する。

### 学寮
延享5年（1748年）に、それまで時宗の学寮が無かったことから、清浄光寺の藤沢学寮、七条道場 金光寺（長楽寺へ統合された）の七条学寮が設けられた。その後浅草日輪寺に浅草学寮も設けられ、1894年（明治27年）に清浄光寺に移されて、東部大学林と称する。1903年（明治36年）に西部大学林（七条学寮）も合併して、宗学林と改称。
1916年（大正5年）に藤嶺中学校（現・藤嶺学園藤沢中学校・高等学校）を併設、後に学校法人藤嶺学園となるが、それと別に僧侶養成機関としての時宗宗学林も存続している。

## 文化財

### 国宝
所在する国宝は、以下のとおり。
- 絹本著色一遍上人絵伝 12巻 - 1952年（昭和27年）3月29日指定[7]。
鎌倉時代の絵巻物。絹本著色で全12巻。別称に「一遍聖絵」。正安元年（1299年）作。の代表作。一遍上人絵伝は時宗の開祖である一遍（一遍智真）が訪れた各地の風景が描写されているもので、清浄光寺は一遍弟の聖戒により編纂され、円伊による筆で一遍没後十年にあたる正安元年に完成している。
一遍の遊行した各地の風景・風俗が実景に基づいて記されており、歴史・風俗資料としても貴重なものである。もと時宗十二派の一つと数えられていた「六条派」の歓喜光寺（京都市山科区）に伝来したもので、歓喜光寺との共同所有を経て、現在は清浄光寺が単独所有（京都国立博物館及び奈良国立博物館に寄託）。

### 重要文化財（国指定）
所在する重要文化財は、以下のとおり。

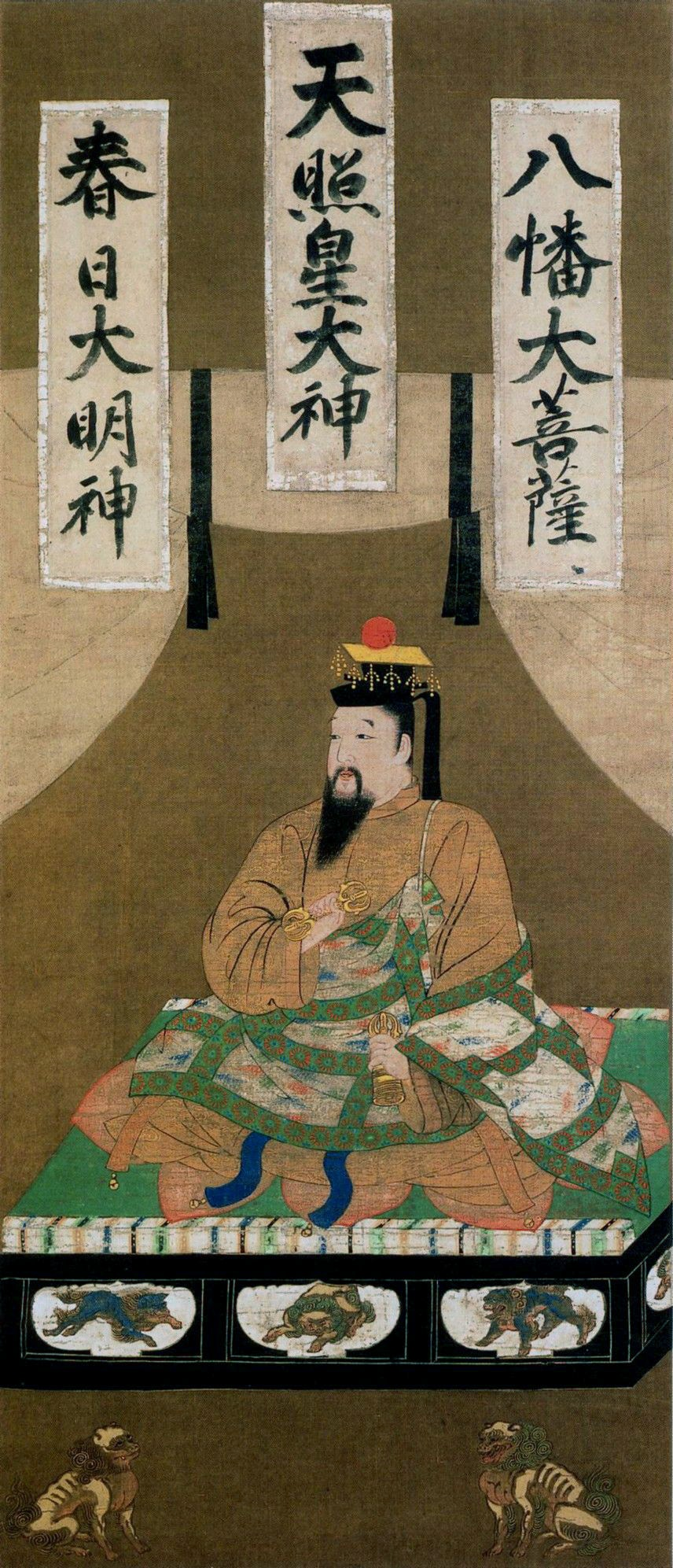
後醍醐天皇像

- 絹本著色後醍醐天皇御像（後醍醐天皇の肖像画、文観房弘真開眼）
1900年（明治33年）4月7日指定。
- 絹本著色一向上人像
1959年（昭和34年）6月27日指定[8]。
- 時衆過去帳 2帖
1954年（昭和29年）3月20日指定[9]。
- 六時居讃・安食問答 2帖
同上

### 登録有形文化財（国登録）
- 本堂[10]
- 惣門
- 手水舎
- 鐘楼
- 回向堂
- 百間廊下
- 御番方
- 小書院
- 宇賀神社
- 石垣及び築地塀

### 史跡（国指定）

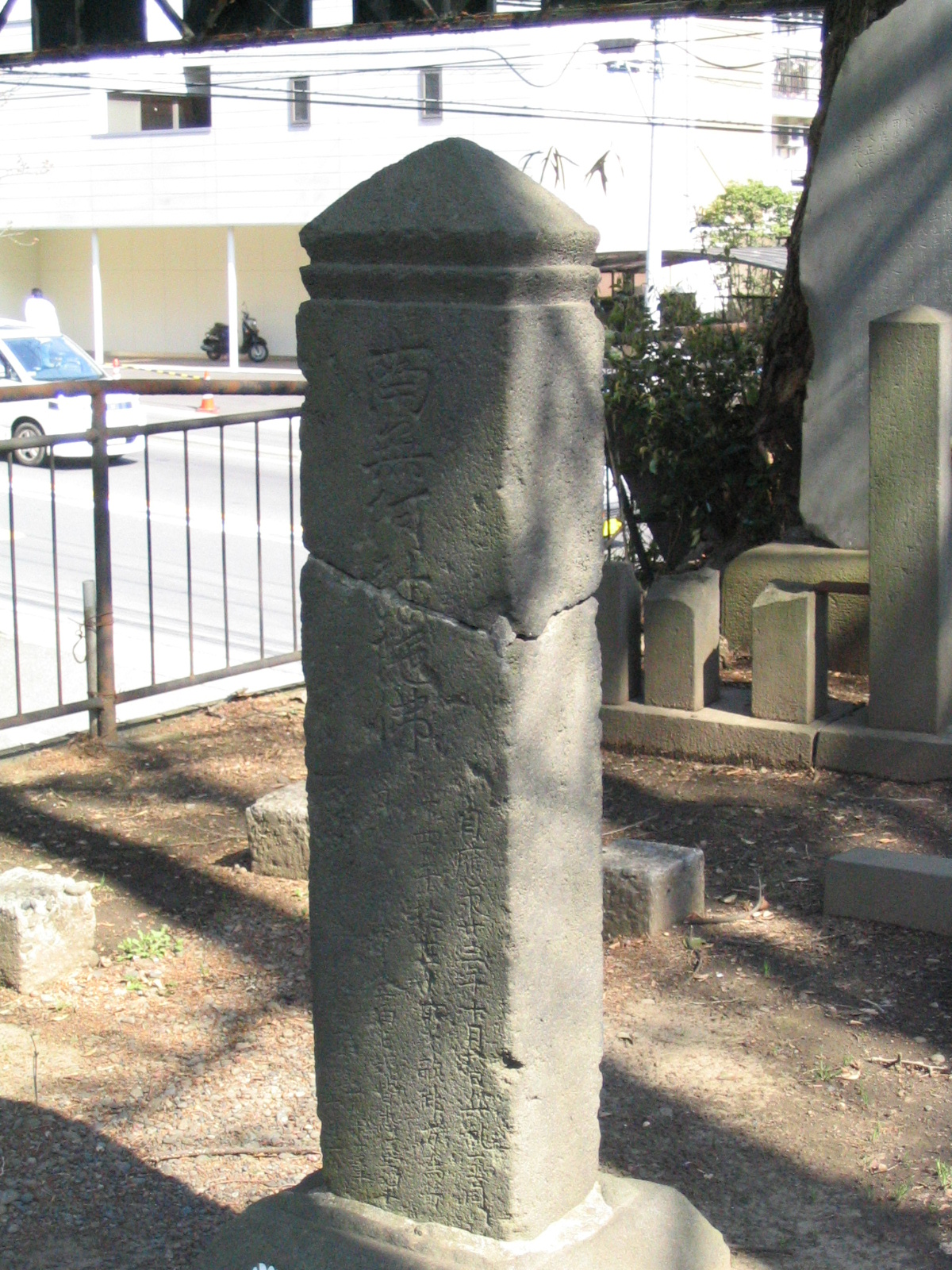
敵御方供養塔

所在する史跡は、以下のとおり。
- 藤沢敵御方供養塔
1416年（応永23年）の上杉禅秀の乱で戦死した人々の供養塔。遊行14世太空が1418年（応永25年）に造立。境内に所在。1926年（大正15年）10月20日、国の史跡に指定された。

### 重要美術品
所在する重要美術品は、以下のとおり。
- 色紙金字阿弥陀経（蝶鳥経）

### 神奈川県指定重要文化財
- 延文元年（1356年）の梵鐘
- 二河白道図
- 遊行上人縁起絵（一遍上人縁起絵）
他阿真教の弟子とされる平宗俊が編纂した絵伝。全10巻。宗俊本の模本で、室町期から江戸時代までの画風が混在しているため、年代の特定はなされていない。
- 一遍上人像

### その他
- 本尊：阿弥陀如来坐像 - 上品下生印、像高141cm（センチメートル）、台座高109cm、光背高229cm、鎌倉時代の作、寄木作、元文2年（1737年）に浅草日輪寺より移された、来迎の阿弥陀仏である[11]。
- 外陣長拝に後光厳天皇の筆とされる「清浄光寺」と刻まれた勅額を掲げている。

## 境内
境内は自由に出入りできる。
- 一遍上人銅像（写真）

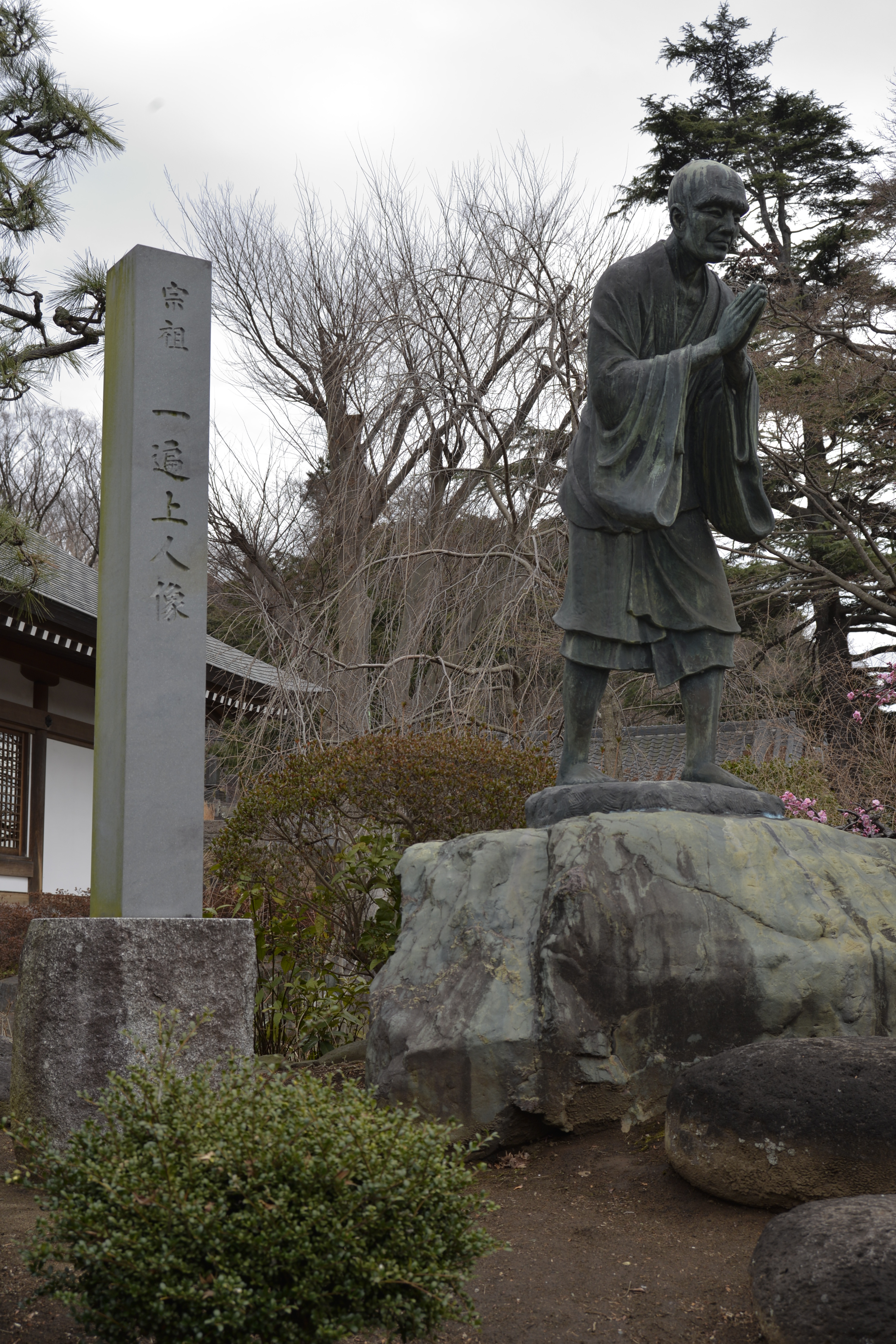
清浄光寺の一遍上人銅像

- 大いちょう　樹齢600年といわれる大木で、藤沢市の天然記念物で、遊行寺のシンボル的な存在。1982年夏の台風で1/3が折れてしまったが、その後ほぼ元のように繁茂している[12]。
- 中雀門 1859年（安政6年）建立。菊の御紋と三葉葵が刻まれている。

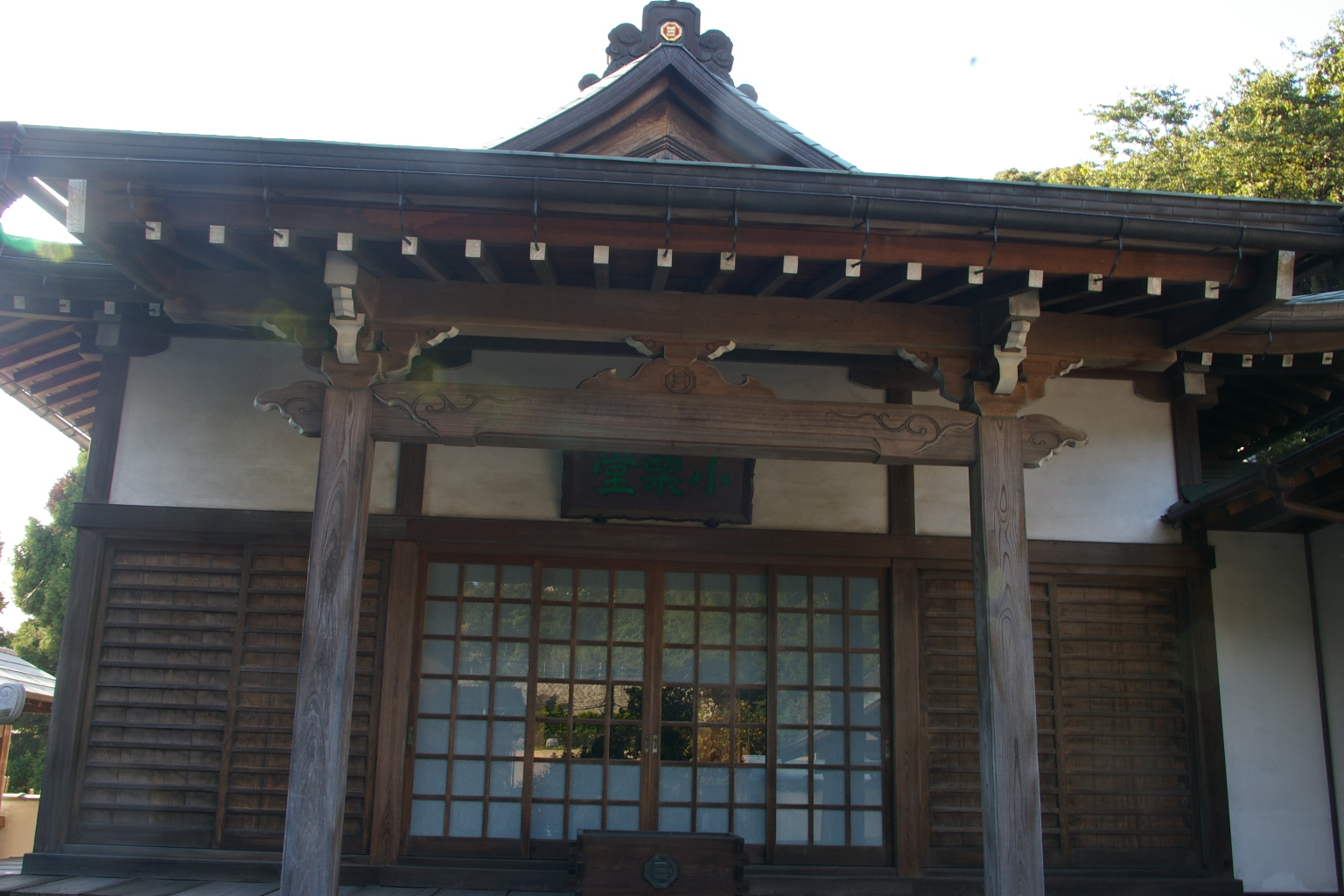
小栗判官の伝説の残る長生院（小栗堂）

- 小栗判官・照手姫の墓 本堂裏、長生院（小栗堂）にある。照手姫は小栗判官の死後、ここで尼となり余生を過ごしたと伝えられる。
- 遊行寺宝物館 土・日・月・祝日の午前10時 - 午後4時開館。

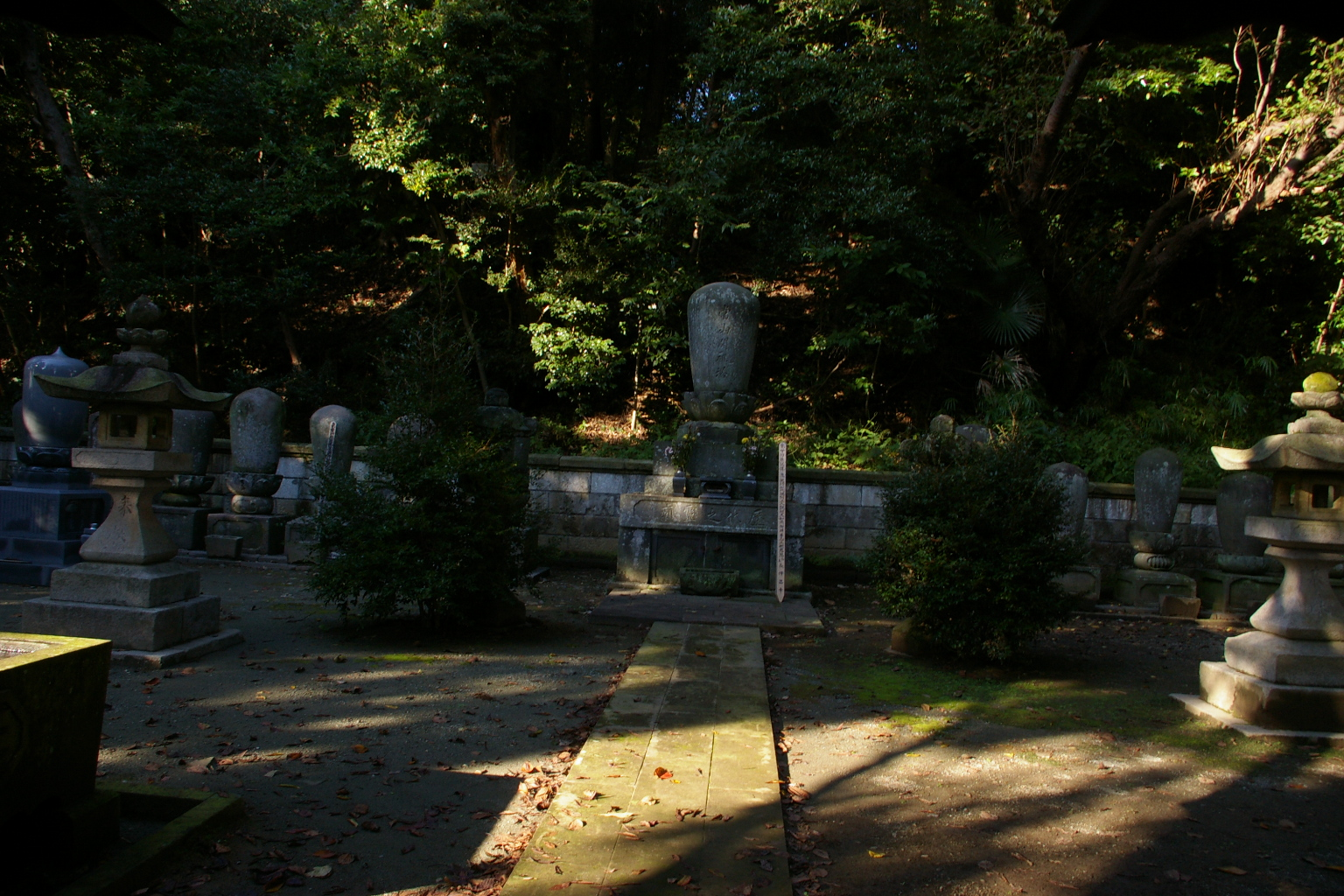
歴代遊行上人の墓

- 遊行上人の墓 本堂裏。代々の遊行上人が眠る。
- 地蔵堂 本堂右側に祀られていた地蔵菩薩像が2014年（平成26年）9月より本堂前東側の地蔵堂に安置され「ひぎり地蔵菩薩」と称されている。堂に安置する前に修理が行われたが「享保六年辛丑年四月廿四日」の日付が発見された[13]。明治時代の末には香飯寮（こうはんりょう）に安置されていたが、それ以前の場所や由来は判明していない[14]。坐高198cm、像高266cm、台座高124cmの寄木造の地蔵菩薩半跏像である[15]。

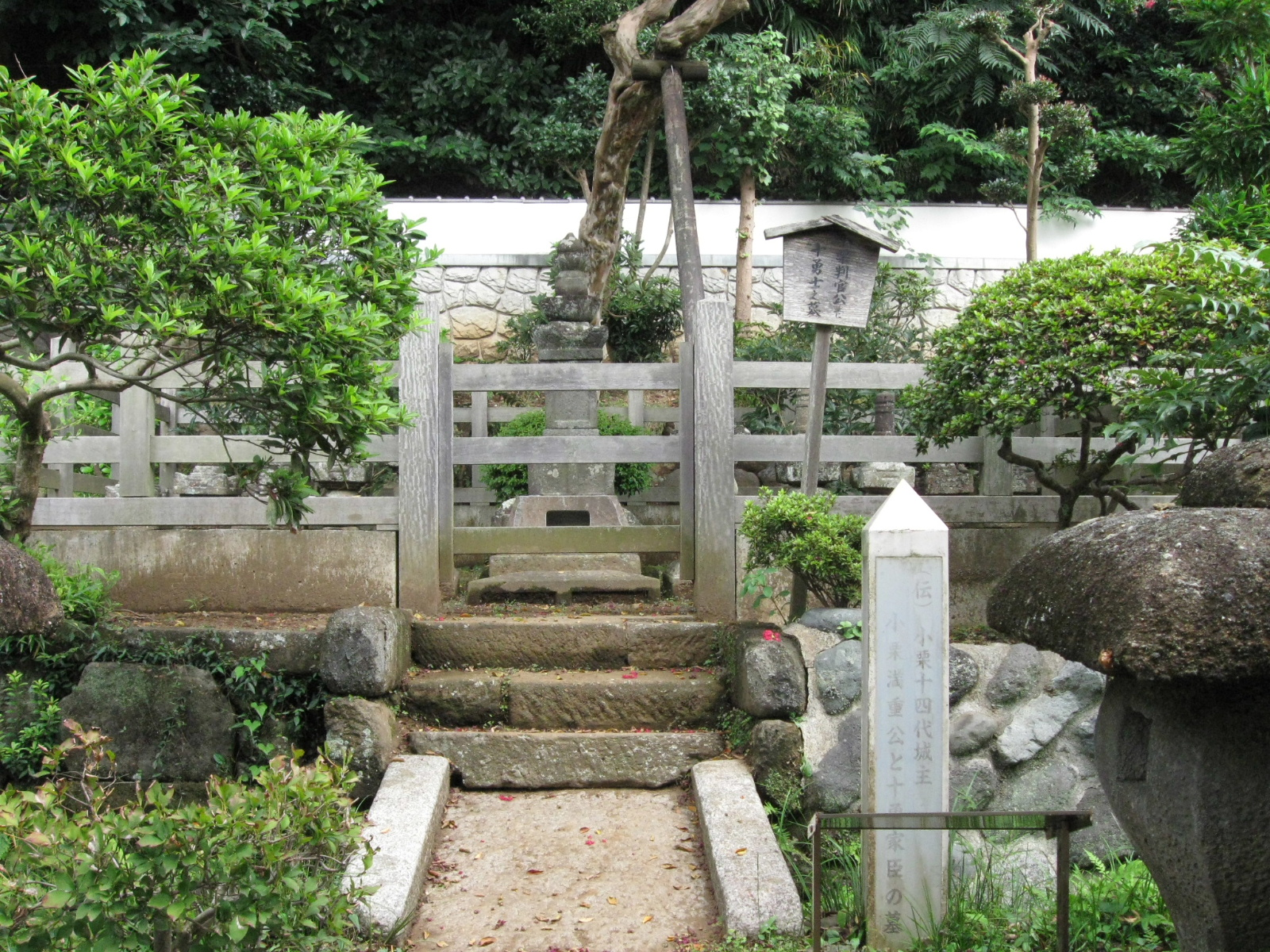
小栗判官主従の墓
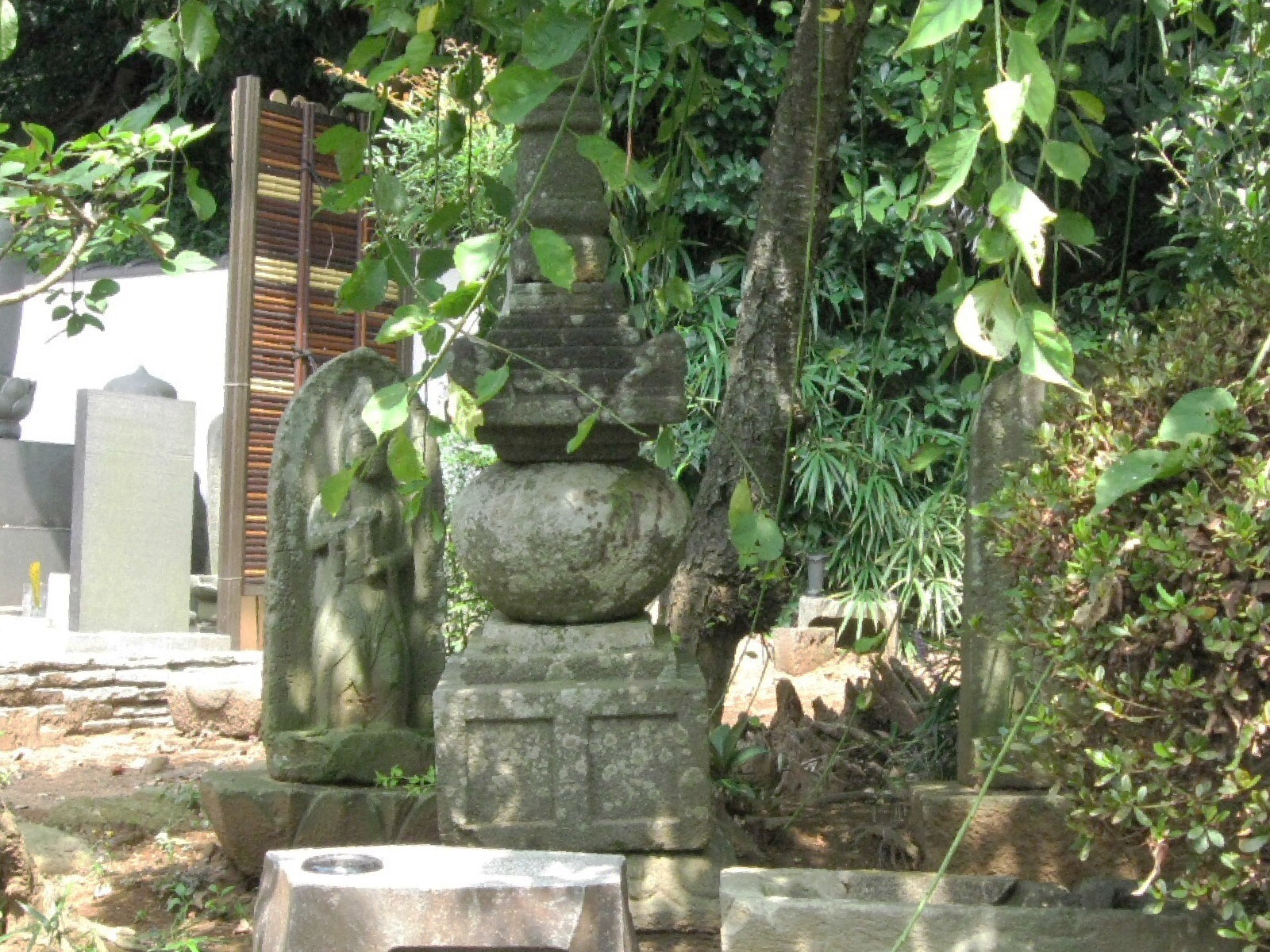
照手姫の墓
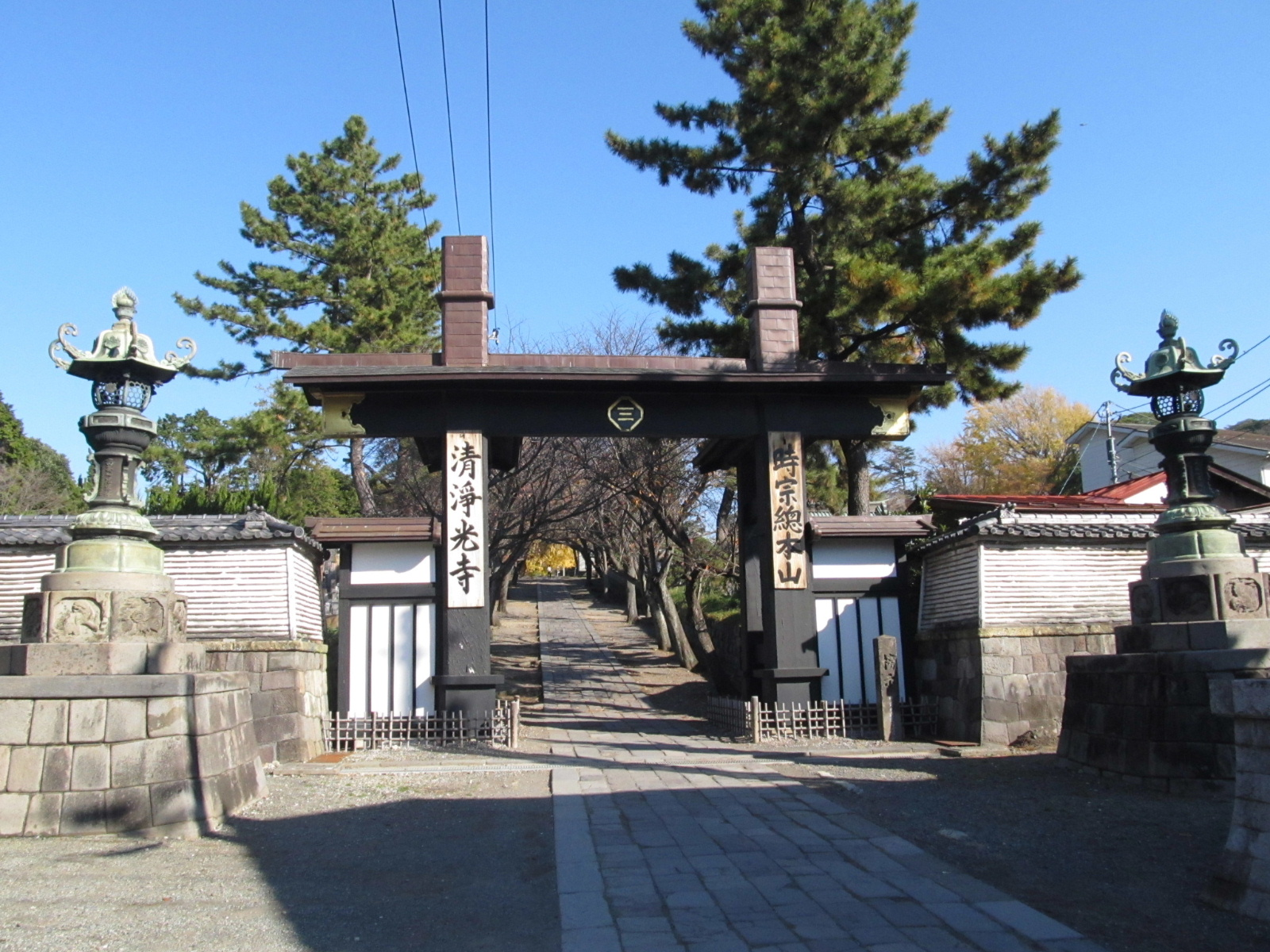
総門（冠木門）
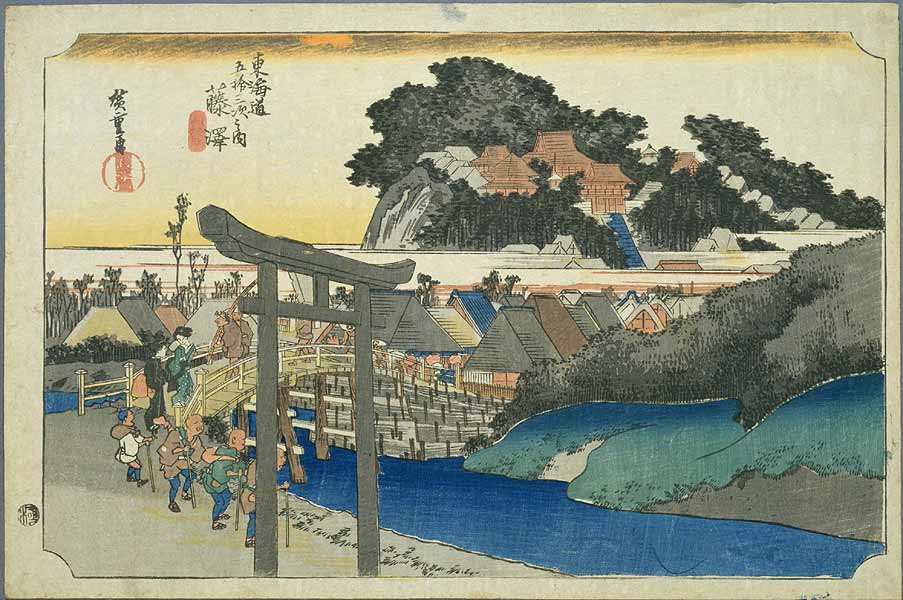
歌川広重

## 行事
- 開山忌
毎月23日を開山忌としているが、特に春季（4月）、秋季（9月）、11月（別時念仏会）が大きな行事となっている。
  - 春季開山忌（吞海忌）
  - 秋季開山忌（一遍忌）
- 薄念仏会（すすきねんぶつえ）
9月15日に行われる時宗独特の念仏行事。
- 別時念仏会（べつじねんぶつえ）
以前は歳末に行われていたが、現在は11月18日の御連歌の式から、28日の大御台の式にかけて行われる念仏の儀式。特に「御滅灯」（おめっとう）または「一ツ火」と呼ばれる11月27日夜に行われる儀式では、全山の灯が消され、闇の中で懺悔を行い、火打石で「一ツ火」が点され、次第に念仏の声が高まるとともに新たな灯が仏前に点されてゆく、厳粛な儀式として知られる。
- 遊行の盆
- 遊行寺 薪能
- 遊行かぶき

## 賦算
時宗において賦算とは、一遍が始めた、極楽往生を約束するとされる「南無阿弥陀仏決定往生六十万人」と刷り込まれた札（算）を配ること。
現在、清浄光寺では、毎朝の勤行の後になされるが、その他、1月12日の初賦算、春季開山忌、秋季開山忌の際、また11月27日の別時念仏「一ツ火」の法会の後等に、行われている。

## 塔頭
- 真徳寺
- 真浄院
- 長生院

## 交通
- 鉄道[16]
  - 藤沢駅（東海道線 (JR東日本)・小田急江ノ島線・江ノ島電鉄）徒歩：藤沢駅北口より約15分
  - 藤沢本町駅 (小田急江ノ島線) 徒歩：約20分
- 道路
  - 国道467号

## その他

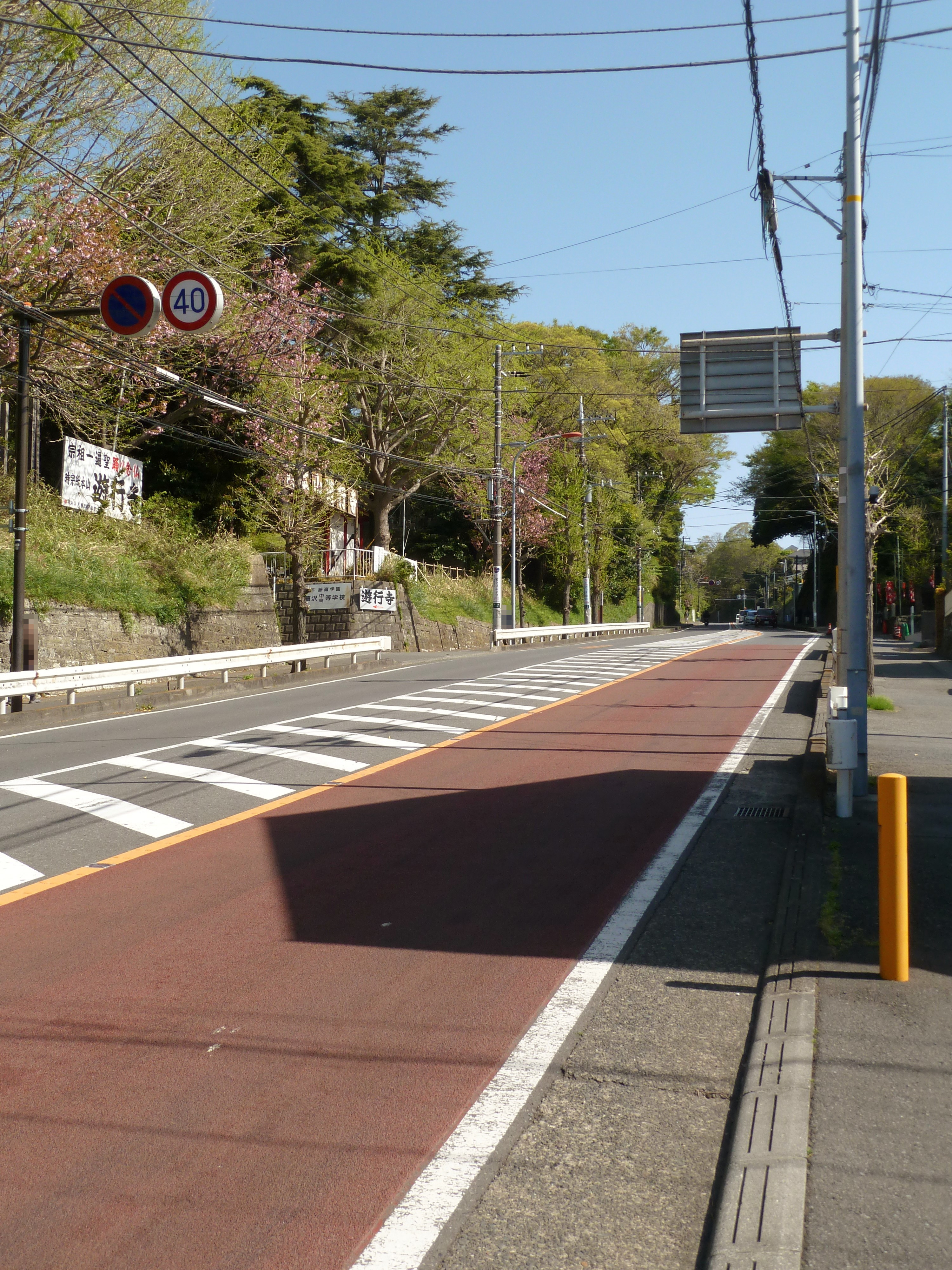
道場坂（遊行寺坂）

- 説教節「小栗判官」では、地獄へ落ちた小栗は閻魔大王によって藤沢上人のもとに渡される。この物語は遊行巫女に語り出された後に清浄光寺で物語として発展したという仮説もある[17]。
- 寺の東側にある県道30号の坂は道場坂（遊行寺坂）と呼ばれ、箱根駅伝では8区後半の難所として知られる。
- 上記の坂を挟んで反対側には、当寺院の鎮守として呑海が勧請した諏訪神社がある。明治維新後の神仏分離令により当寺院から分離されたが、現在でも同神社の元旦祭や例大祭などでは当寺院との関わりが残っている。
- 落語『鈴振り』の舞台にされた。
- 学校法人藤嶺学園
- 日限地蔵 (藤沢市) - 遊行第49代一法が建立した地蔵菩薩像。
- アウトレイジ_ビヨンド - 2012年公開の映画。一部シーンを境内で撮影。
- 藤沢市ふじさわ宿交流館[18] - 遊行寺の惣門近くにある。
- 藤沢宿 高札場跡 [19] - 遊行寺の惣門を出て、遊行寺橋を渡ったところにある。
- 白旗神社 (藤沢市) - 遊行寺から西側に徒歩13分ほどに位置する。